# Гавис
Гавис (Havis — «жертвенный дар», «жертвенные яства») — индийское название известного разряда жертвоприношений, упоминаемых в Ведах.
Они состояли в сжигании молока, хлебных зёрен и других продуктов скотоводства и земледелия. Ритуал их, особенно в позднейшие времена, отличался большой сложностью и пристрастием в мелочах.